# 维托夫特·普特纳
维托夫特·卡济米罗维奇·普特纳（俄语：Ви́товт Казими́рович Пу́тна，1893年3月31日—1937年6月12日）苏联立陶宛裔红军军官。

## 生平
第一次世界大战期间参加俄罗斯帝国军队，1917年加入布尔什维克，波苏战争期间担任师长，参与华沙战役，指挥部队有序撤退。1921年参与镇压喀琅施塔得起义和伏尔加河下游的农民起义。1923年前往中国担任军事顾问，为冯玉祥担任张家口军事总顾问，维塔利·普里马科夫担任副总顾问。1927年至1931年任驻日本、芬兰、德国军事武官，1931年在远东军区担任红旗远东特别集团军滨海军队集群司令。1934年担任驻英国军事武官。
1935年升为军级指挥员，大清洗期间被卷入图哈切夫斯基案，1936年8月20日因据称的间谍罪和反苏行为被捕，1937年6月11日被判处死刑次日执行。1957年平反。